# Rajada (Petrolina)
Rajada é um distrito do município brasileiro de Petrolina, na Mesorregião do São Francisco Pernambucano, no estado de Pernambuco. De acordo com o Instituto Brasileiro de Geografia e Estatística (IBGE), sua população no ano de 2010 era de 9 833 habitantes, sendo 5 077 homens e 4 756 mulheres. Foi criado inicialmente com o nome de Caieira, através da Lei nº 2, em 20 de abril de 1893. Em 22 de abril de 1931, pela Lei n° 30, o distrito passa a se chamar "Rajada".